# HOXB1
HOXB1‏ (Homeobox B1) هوَ بروتين يُشَفر بواسطة جين HOXB1 في الإنسان.